# HE0107-5240

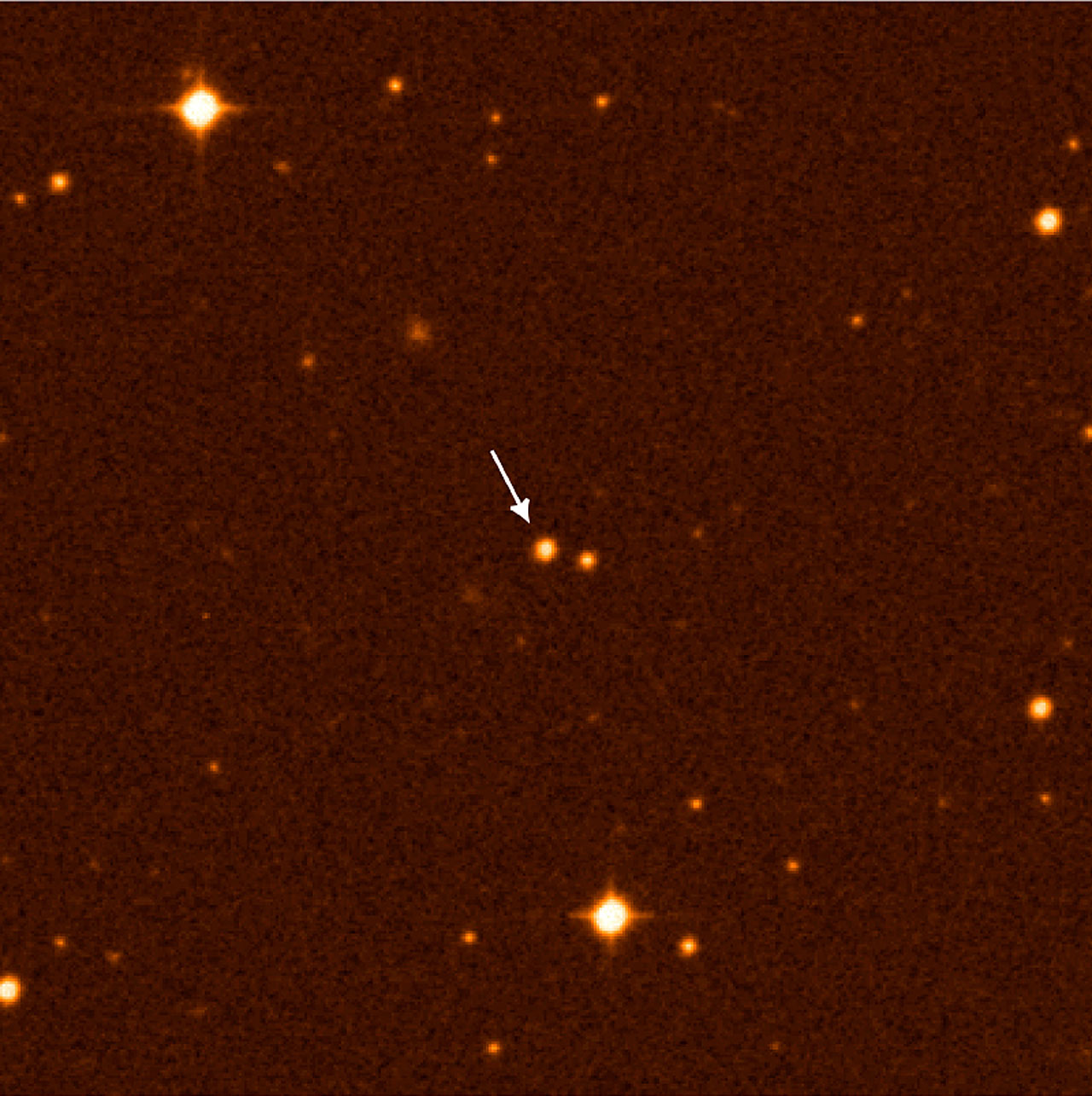

HE 0107-5240은 봉황새자리 방향으로 지구에서 약 36,000광년 떨어진 곳에 있는 거성으로, 질량은 태양의 약 80퍼센트 수준이다.
이 별의 중원소 함량은 극도로 희박한데 대략 태양의 20만 분의 1 수준밖에 되지 않는다. 또한 지금까지 발견된 별들 중 나이가 가장 많은 부류에 들어가는데 대략 우주의 나이에 근접한 약 130억 살 정도로 추측된다. 따라서 이 별은 대폭발 이후 얼마 지나지 않아 탄생한 것으로 보인다. 이는 HE 0107-5240이 종족 II 항성 중 첫 번째 세대라는 뜻도 된다. 중원소가 미미하게나마 존재하기 때문에 태초의 별은 아니다(태초의 별들은 중원소가 없었으며 이들을 가설적인 종족 III 항성으로 부른다). 종족 III 항성들은 죽어가면서 자신들이 지니고 있던 수소, 헬륨, 리튬(대폭발 핵합성으로 생겨난 원소들이다)을 탄소, 산소, 금속 등과 같은 무거운 원소로 바뀐다. HE 0107-5240은 여기서 태어난 것이다.
구체적인 HE 0107-5240의 중원소함량 [Fe/H]는 -5.2 +/- 0.2이다.
이 별은 초기 우주에 있었던 별들 치고는 덩치가 작은데, 이는 무거운 별들은 태어난 뒤 빠르게 수소를 태워 생명을 마쳤으며, 반면 질량이 작았던 HE 0107-5240은 오래 살아 지금까지 버틸 수 있었기 때문이다. 별의 질량이 작다는 데서, 한 때 이 별이 쌍성계의 일원이었을 가능성이 제기되고 있다.
함부르크 대학교 노베르트 크리스트리에브 연구진이 함부르크/ESO 연구 프로젝트 중 1미터 ESO 슈미트 망원경을 이용해 이 별을 발견했다. 이후 칠레 유럽 남방 천문대에서 베리 라지 망원경 부속 중 하나인 사이딩 스프링 천문대 2.3미터 망원경을 이용하여, 이 별의 고해상도 스펙트럼 영상을 얻었다. 2005년 함부르크/ESO 연구 과정 중 철의 함량이 더 적은 별 HE 1327-2327([Fe/H]=-5.4)이 발견되었다.

## 같이 보기
- HE1327-2326

## 참고 문헌
1. ↑  (영어) The Optical Gravitational Lensing Experiment. Additional Planetary and Low-Luminosity Object Transits from the OGLE 2001 and 2002 Observational Campaigns, A. Udalski, G. Pietrzynski, M. Szymanski, M. Kubiak, K. Zebrun, I. Soszynski, O. Szewczyk, and L. Wyrzykowski, Acta Astronomica 53 (June 2003), pp. 133–149.

- CHRISTLIEB N., BESSELL M.S., GUSTAFSSON B., KORN A., BARKLEM P.S., KARISSON T., MIZUNO-WIEDNER M., ROSSI S., A stellar relic from the early Milky Way, Nature, 419, 904-906 (2002)